# Lemmiscus curtatus
Lemmiscus curtatus là một loài động vật có vú trong họ Cricetidae, bộ Gặm nhấm. Loài này được Cope mô tả năm 1868.